# M9 (Apfel)

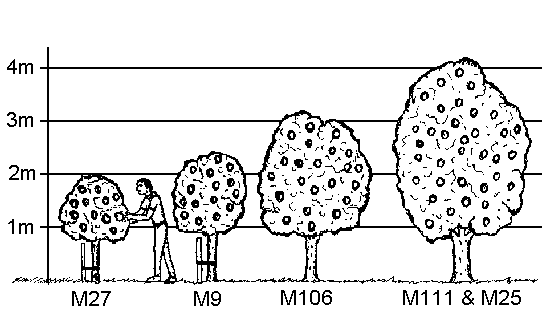
Größe eines Apfelbaums auf verschiedenen Unterlagen der Malling-Serie

M9 ist eine schwachwüchsige Apfelsorte; sie wird nahezu ausschließlich als Unterlage für andere Apfelsorten verwendet. Im weltweiten Erwerbsobstanbau ist sie die am weitesten verbreitete Unterlage und war die erste Unterlage, die weltweit standardisiert vertrieben wurde. Sie ergibt einen frühen Ertrag mit großen, gut ausgefärbten Früchten. M9-Bäume sind mit etwa 1,80 Meter bis 2,50 Meter Höhe etwa ein Drittel so hoch wie Bäume aus Sämlingen. Sie müssen ihr ganzes Leben lang durch einen Pfahl oder ein Spalier gestützt werden. Der Pflanzabstand zwischen einzelnen Buschbäumen beträgt zweieinhalb bis drei Meter. M9-Bäume beginnen nach zwei bis drei Jahren zu tragen und erreichen nach fünf Jahren ihre volle Größe.
Die Sorte M9 ist nur leicht anfällig für Kragenfäule und damit eine der resistentesten Unterlagen im kommerziellen Anbau. M9 ist allerdings sehr anfällig für Feuerbrand und die Apfelblutlaus. Sie lebt etwa 20 Jahre. Die flach verlaufenden Wurzeln sind anfällig gegen Wühlmäuse und Wildverbiss. Auch ist sie anfälliger für Frost als andere verbreitete Unterlagen. Mittlerweile existieren zahlreiche Klone und Varianten von M9.
Die Sorte wurde 1917 in der englischen East Malling Research Station aus Äpfeln der Sorte Gelber Metzer Paradies selektiert und steht damit in der jahrhundertealten europäischen Tradition, Paradies-Äpfel als Unterlagen zu benutzen. M9 trägt nach seiner Herkunft aus East Malling das M im Namen. Neben M9 stammen zahlreiche weitere M-Sorten aus East Malling, wie die ebenfalls weit verbreiteten M1 oder M27. MM-Sorten wie MM 106 stammen aus einer Zusammenarbeit zwischen der Station in East Malling mit dem John-Innes-Institut.
Aus einer Kreuzung von M9 mit M4 entstand die Unterlage Supporter 4.